# Johannes Oskar Andersen
Johannes Oskar Andersen, född 15 maj 1866, död 1959, var en dansk teolog.

## Biografi
Andersen var professor i kyrkohistoria vid Köpenhamns universitet 1920–1936. Andersen utgav från 1907 Kirkelexikon for Norden och har författat bland annat Novatian (1901), Fra Trankebarmissionens Begyndelsetid (1906), Festskrift i Anledning af Dansk Missions Selskabs Jubilæum (1921).
Andersen utnämndes 1941 till teologie hedersdoktor vid Lunds universitet.

## Utmärkelser
- Köpenhamns universitets guldmedalj,  1892[2]
- Hedersdoktor vid universitetet i Oslo,  1938[2][4]
- Hedersdoktor vid Lunds universitet,  1941[2][4]
- Hedersdoktor vid Århus universitet,  1946[2][4]
- Videnskabernes Selskabs guldmedalj,  1952[4]
- Dannebrogsmännens hederstecken[4]
- Kommendör av första graden av Dannebrogorden[4]
- Kommendör med kraschan av Sankt Olavs orden[4]
- Kommendör av 1. klass av Nordstjärneorden[4]

[Redigera Wikidata]